# Lồng ruột non
Lồng ruột non hay lồng ruột non thứ phát hay Hội chứng Peutz–Jeghers là một bệnh liên quan đến ruột với những biểu hiện của bệnh nhân như cơn đau bụng cấp, đau quặn thắt kéo dài trong khoảng 08 giờ. Hội chứng đặc trưng bởi các sắc tố và u mô thừa niêm mạc của hệ tiêu hóa, tỉ lệ giữa nam, nữ và giữa các chủng tộc bằng nhau. Lồng ruột ở người lớn chiếm tỷ lệ từ 2-5% so với 90% lồng ruột ở trẻ em và 5% các trường hợp tắc ruột. Nếu không đến bệnh viện kịp thời, tình trạng lồng ruột sẽ gây ra nhiều biến chứng nguy hiểm, đặc biệt là viêm phúc mạc dẫn đến hoại tử ruột... Hội chứng Peutz-Jeghers lần đầu tiên được mô tả bởi Peutz năm 1921 và Jeghers năm 1944 và 1949.

## Nguyên nhân
Trên 90% trường hợp lồng ruột ở trẻ em thường không rõ nguyên nhân, nhưng ở người lớn thì hơn 90% nguyên nhân do u, chủ yếu là u ở ruột non và đại tràng, một số khác do viêm hạch mạc treo, viêm hồi manh tràng mạn, có túi thừa meckel, manh tràng di động.
Khi các đoạn ruột chui vào nhau, gây tắc nghẽn mạch máu, khiến máu không thể lưu thông đến nuôi sống các cơ quan khác. Những người bị lồng ruột đều bị tổn thương thành ruột, nhất là vùng đại tràng và ruột non, xuất hiện một khối u, bướu. Nếu bị lồng ruột vùng đại tràng, nguyên nhân chính là do khối u ác gây nên. Nếu bị ở vùng ruột non, phần lớn là u lành...

## Điều trị
Căn cứ vào nguyên nhân, vị trí lồng ruột và thương tổn của khối lồng, các bác sĩ sẽ đưa ra 3 phương pháp mổ:
- Tháo lồng (cố định manh tràng), cắt nửa đại tràng, cắt đoạn ruột kèm khối lồng.
- Nếu u ở manh tràng hay đại tràng phải thì không cắt bỏ nửa đại tràng phải và tùy theo điều kiện sức khỏe của người bệnh có thể nối ngay hay đưa hai đầu ra ngoài mổ lại nối ở thì sau.
- Nếu người bệnh có u ở đại tràng trái thì sẽ phải cắt nửa đại tràng trái có khối u và đưa hai đầu ra ngoài làm hậu môn nhân tạo.
- Nếu là u ruột non sẽ được cắt bỏ đoạn ruột lồng kèm khối u.

## Triệu chứng
Giai đoạn đầu của bệnh:
- Trẻ khó chịu do co thắt dạ dày
- Khóc thét đột ngột, co gối lên ngực do đau bụng từng cơn, tái phát nhiều lần
- Bỏ bú
- Nôn ói nhiều lần
- Xanh xao, vã mồ hôi

Giai đoạn ruột bị nghẹt nghiêm trọng hơn:
- Đi tiêu phân nhầy, máu
- Thỉnh thoảng cảm thấy một khối u nhô lên ở vùng dạ dày
- Mệt lả
- Tiêu chảy
- Sốt
- Mất nước

Giai đoạn muộn, ruột bắt đầu bị hoại tử:
- Nôn liên tục
- Chướng bụng
- Da lạnh, nhợt nhạt
- Mạch nhanh, nông
- Thở nhanh nông

Ở người lớn, bệnh lồng ruột hiếm gặp và các triệu chứng của bệnh thường chồng lấp lên triệu chứng của các bệnh khác nên thường khó phát hiện. Triệu chứng thường gặp nhất là đau bụng từng cơn. Buồn nôn, nôn cũng có thể xảy ra. Thông thường người bệnh có biểu hiện triệu chứng trong vòng vài tuần trước khi đến gặp bác sĩ.